# 慈航道人
慈航道人（じこうどうじん）は、中国明代に成立した神怪小説『封神演義」に登場する仙人。崑崙12大師の1人で、普陀山・落伽洞に洞府を構える。元始天尊の直弟子。
十絶陣、董全の「風吼陣」を度厄真人の「定風珠」を使用して撃破。また、万仙陣の戦いでも活躍。宝貝として瑠璃瓶や長虹索を所有。
後に観音菩薩となる。